# Station Starogard Gdański Przedmieście
Station Starogard Gdański Przedmieście is een spoorwegstation in de Poolse plaats Starogard Gdański.